# Arthur Rebner
Arthur Rebner (* 30. Juli 1890 in Lemberg, Österreich-Ungarn; † 8. Dezember 1949 in Los Angeles, Kalifornien, USA) war Chansonnier, Autor, Librettist, Komponist, Revueautor, Conférencier und Liedtexter.

## Leben
Rebner siedelte in den Jugendjahren aus Lemberg nach Wien und schrieb dort Texte und Musik zu Liedern und Chansons. Er studierte von 1909 bis 1914 an der philosophischen Fakultät der Universität Wien u. a. Musik bei Guido Adler und Richard Wallaschek. Ab 1915 textete er auch für Robert Stolz, mit dem einige Erfolgstitel entstanden, 1918 kam sein erster Zyklus mit Operetteneinaktern Leute von heute auf die Bühne. Später lebte er, ab 1924 dauerhaft, als Conférencier und Revueautor in Berlin (Berlin W 30, Schwäbische Str. 30) und wurde Mitglied des Deutschen Bühnen-Klubs Berlin.
Anfang der 1930er Jahre war Rebner auch im Film tätig, so als Texter bei Richard Oswalds Schuberts Frühlingstraum (gemeinsames Drehbuch mit Leo Lasko, 1931), Jakob und Luise Flecks Filmkomödie Ein Auto und kein Geld (1931), Erich Waschnecks Acht Mädels im Boot (1932) und Wilhelm Thieles Großfürstin Alexandra (1933). Nach der Machtergreifung des NS-Regimes 1933 wurde Rebner von den Nazis aus Deutschland vertrieben; er kehrte nach Wien zurück und arbeitete dort als Operettenlibrettist für Robert Stolz, Leo Fall und Hans May und andere.
Nach dem Anschluss Österreichs im März 1938 emigrierte er über die Schweiz nach Frankreich, wo er Mitwirkender im Wiener Künstler-Club Paris war. Nach Beginn des Zweiten Weltkriegs wurde er (wie viele andere Emigranten auch) 1940 in Frankreich kurzzeitig interniert. Bald nach seiner Freilassung emigrierte er 1940 nach Mexiko (so entkam er der Besetzung Nordfrankreichs im Juni 1940) und lebte bis 1947 in Mexiko-Stadt. 1947 übersiedelte er in die USA. Er ließ sich in Hollywood nieder und stellte im Frühjahr 1948 als Direktor das Ensemble des Ebell Wilshire Theatre Los Angeles zusammen.

## Bühnenwerke
- Confetti, Revue für das Nelson-Theater Berlin (zusammen mit Hans H. Zerlett), Musik: Rudolf Nelson (mit Kurt Gerron, der 1925 damit zum ersten Mal im Nelson Theater auftrat)
- Der Gatte des Fräuleins, Operette in 3 Akten von Rudolph Lothar, Musik: Paul Abraham, Marton, 1930. (Gesangstexte)
- Der heilige Ambrosius, Musik: Leo Fall, Drei Masken Verlag, Berlin, 1921
- Die Fuchsfalle, Musik: Harry Lutz, 1918 (UA im Budapester Orpheum in Wien)
- Die Scheidungsreise, Musik: Hugo Hirsch, 1918
- Die tanzende Stadt, Musik: Hans May, 1935
- Die tolle Lola, Schwank-Operette nach Gustav Kadelburg, Musik: Hugo Hirsch, 1922
- Felix der Kater, Musik: Pat Sullivan, Berlin, Robinson Verlag GmbH, 1927
- Isabella und Pantalon, Komische Oper von Max Jacob. Dt. von A. Rebner, Musik: Roland-Manuel, Heugel, Paris, 1926
- Leute von heute, gemeinsam mit Fritz Lunzer, Musik: Edmund Eysler/Robert Stolz/Arthur M. Werau, 1918
- Mit dir allein auf einer einsamen Insel!, Operette in 3 Akten. Musik: Ralph Benatzky, Berlin, Crescendo Theaterverlag, 1930
- Seltsame Abenteuer Verse von A. Rebner. Vorwort von Alfred Polgar
- Wenn man verliebt ist, Operette von Martin Zickel und A. Rebner, Musik: Hugo Hirsch, 1924.
- Wiedner Metropol, Revue in 40 Bildern, Berlin, E. Bote & G. Bock, 1926. (Gesangstexte)
- Yvonne, Operette in 3 Akten, Berlin, Rondo Verlag, 1926.

## Lieder und Chansons
- Wenn die letzte Blaue geht, Musik: Willy Engel-Berger, 1919
- Hallo, du süsse Klingelfee, Musik: Robert Stolz, 1919
- Salome, Musik: Robert Stolz, 1920
- Das Grammophon (mit Armin Friedmann)
- Die Tausendkronennote, Text: Theodor Waldau
- Finden Sie, daß Constanze sich richtig verhält, Musik: Mischa Spoliansky
- Graf Nicki, Text: Theodor Waldau
- Ich bin verrückt nach Hilde, Musik: Otto Stransky, 1929
- Ich hab kein Geld! Du hast kein Geld! Er hat den Dalles!, Musik: Zez Confrey, 1922, Verlag Leo Feist, New York
- Joachim und Madeleine mit Armin Friedmann und Benno Vigny
- Junger Mann, Musik: Richard Fall, 1923, Verlag Gabor Steiner, New York
- O Wien, ich kenne dich nicht wieder!, Musik: Robert Stolz, 1917, Verlag Ludwig Doblinger, Leipzig-Wien
- Tisch und Bett, Musik: Robert Stolz
- Wenn man's noch nie gemacht, Foxtrot, Musik: Richard Fall, 1923, Verlag Gabor Steiner, New York

## Filme
- Acht Mädels im Boot, (Musik) Regie: Erich Waschneck, UA 21. September 1932 Berlin (Ufa-Theater Kurfürstendamm)
- Der Fall des Generalstabs Oberst Redl, (Musik: Benno Vigny, Liedertexte: Arthur Rebner), Regie: Karl Anton, 1931, Elektra Film Wien
- Die nackte Tatsache, (Drehbuch) Regie: Charles Klein, 1932, Pax-Film GmbH, Berlin
- Ein Stern fällt vom Himmel, (Drehbuch gemeinsam mit Fritz Zoreff), Regie: Max Neufeld, 1934 (mit Joseph Schmidt)
- Großfürstin Alexandra, (Drehbuch gemeinsam mit Hanns Saßmann), Regie: Wilhelm Thiele, 1933 (mit Maria Jeritza und Leo Slezak)
- Schuberts Frühlingstraum, (Drehbuch mit Léo Lasko) Regie: Richard Oswald, 1931